# La Fresneda

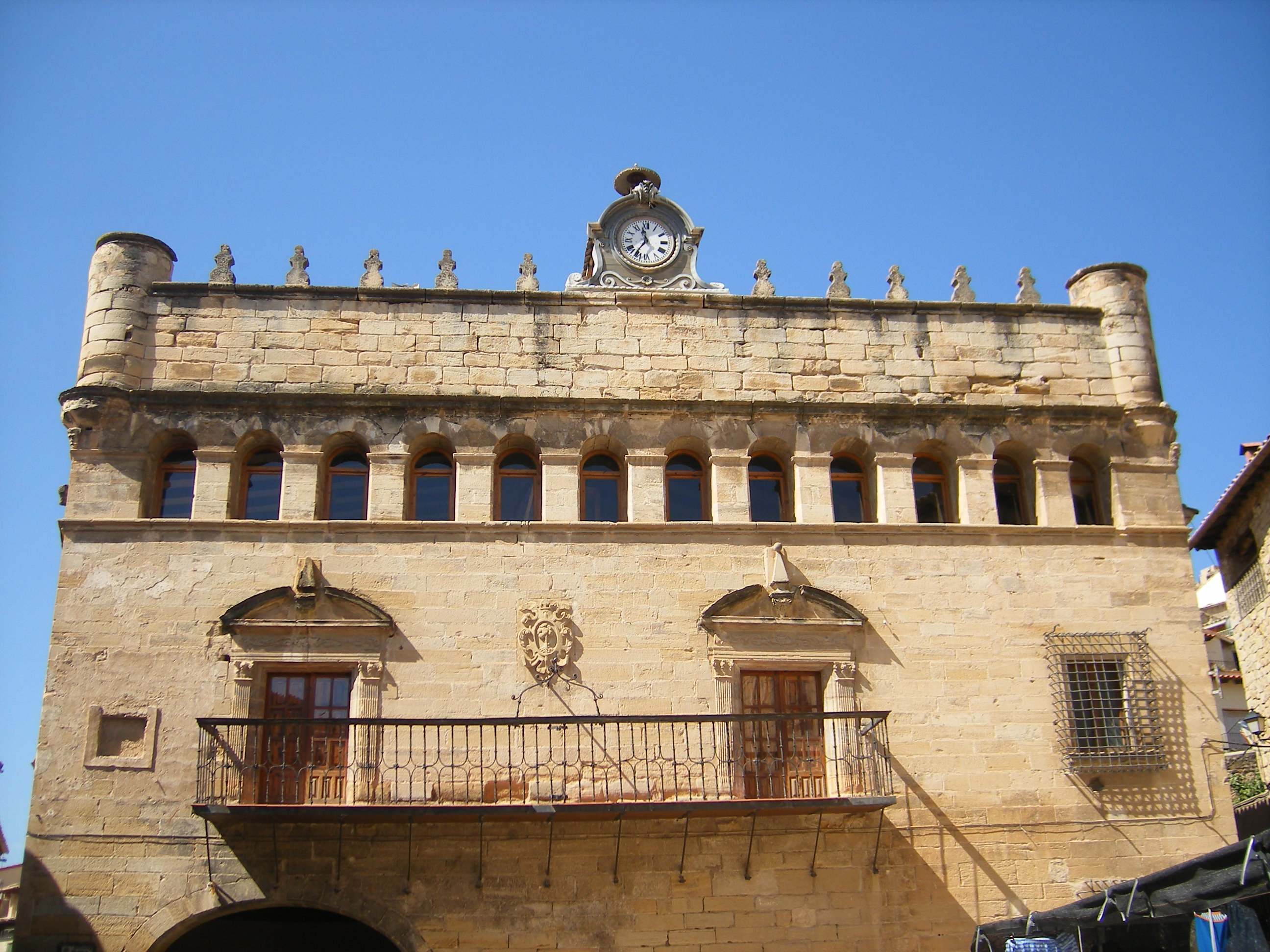
Das Rathaus

La Fresneda (katalanisch: La Freixneda) ist eine spanische Gemeinde in der Provinz Teruel der Autonomen Region Aragón. Sie liegt zwischen Valjunquera und Valderrobres in der Comarca Matarraña (Matarranya) im überwiegend katalanischsprachigen Gebiet der Franja de Aragón. 2024 hatte die Gemeinde 459 Einwohner. 

## Geschichte
Der Ort kam nach seiner Eroberung in der Reconquista im Jahr 1170 an den Orden von Calatrava. Im Spanischen Erbfolgekrieg war er 1706 in der Hand der Habsburger Truppen. Die Burg und die Ortsbefestigung wurden im Ersten Karlistenkrieg geschleift. 1936 stand der Ort auf der Seite der Republikaner. Am Ende des Spanischen Bürgerkriegs emigrierten viele Bewohner, andere gingen in den Widerstand.

## Einwohner
| 1991 | 1996 | 2001 | 2004 | 2008 | 2011 | 2019 |
| ---- | ---- | ---- | ---- | ---- | ---- | ---- |
| 480  | 435  | 419  | 451  | 490  | 499  | 438  |

## Sehenswürdigkeiten

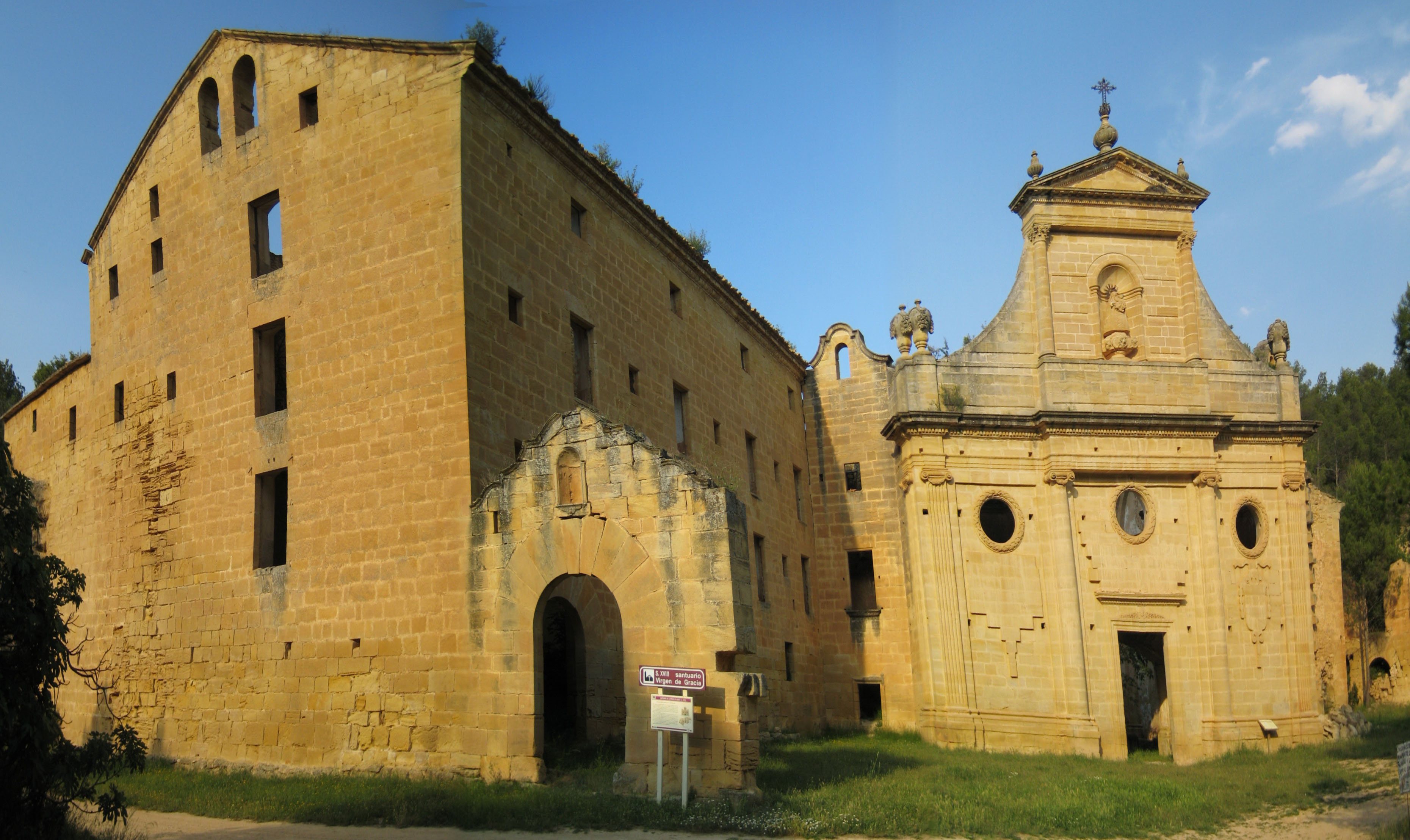
Virgen de Gracia

- Das unter Denkmalschutz stehende Rathaus aus dem Jahr 1576.[4]
- Das ebenfalls denkmalgeschützte Sanktuarium der Virgen de Gracia.[5]
- Die Capilla del Pilar im Barockstil.
- Die Pfarrkirche Santa María la Mayor.
- Der auf das 13. Jahrhundert zurückgehende Palacio de la Encomienda, einst Sitz des Kommendators des Ordens von Calatrava.
- Die Einsiedelei Santa Bárbara.

2024 wurde der Ort von der Asociación Los Pueblos más Bonitos de España als besonders schöner Ort ausgezeichnet.